# Larson-Gletscher
Der Larson-Gletscher ist ein Gletscher im westantarktischen Marie-Byrd-Land. Er fließt von der Nordwestseite es La Gorce Peak in den Alexandra Mountains zur Südseite des Butler-Gletschers auf der Edward-VII-Halbinsel.
Der United States Geological Survey kartierte ihn anhand eigener Vermessungen und Luftaufnahmen der United States Navy aus den Jahren zwischen 1959 und 1965. Das Advisory Committee on Antarctic Names benannte ihn nach Lieutenant Commander Conrad S. Larson (* 1924), diensthabender Offizier der Hubschraubereinheit auf dem Eisbrecher USCGC Eastwind bei der Operation Deep Freeze zwischen 1955 und 1956.